# Nangang (sockenhuvudort i Kina, Jiangsu Sheng, lat 34,24, long 119,14)
Nangang är en sockenhuvudort i Kina. Den ligger i provinsen Jiangsu, i den östra delen av landet, omkring 240 kilometer norr om provinshuvudstaden Nanjing. Antalet invånare är 33 104. Befolkningen består av 16 360 kvinnor och 16 744 män. Barn under 15 år utgör 22,0 %, vuxna 15-64 år 67 %, och äldre över 65 år 10,0 %.
Runt Nangang är det tätbefolkat, med 683 invånare per kvadratkilometer. Närmaste större samhälle är Yitao, 18,3 km söder om Nangang. Trakten runt Nangang består till största delen av jordbruksmark.
Genomsnittlig årsnederbörd är 1 072 millimeter. Den regnigaste månaden är juli, med i genomsnitt 287 mm nederbörd, och den torraste är januari, med 12 mm nederbörd.